# Alkonyattól pirkadatig (film)
Az Alkonyattól pirkadatig (From Dusk Till Dawn) Robert Rodríguez  1996-ban bemutatott rendhagyó vámpírfilmje. A forgatókönyvet  Robert Kurtzmanban alapötlete alapján Tarantino írta, aki az egyik főszerepet is elvállalta. Megtalálható benne mindaz, ami Tarantino filmjeire általában jellemző: szellemes párbeszédek, véres és erőszakos jelenetek, valamint a kiváló szereposztás. A film különböző stílusokat ötvöz, egyszerre tekinthető western- illetve vámpírfilmnek, sok komikus elemmel megfűszerezve.

## Történet
|  | Alább a cselekmény részletei következnek! |

A bankrabló testvérek, Seth és Richie Gecko - az FBI és texasi rendőrség elől menekül. Seth Gecko hideg, kemény, szakértő tolvaj, amíg öccse, Richie egy hallucinációkkal küzdő sorozatgyilkos, nemi erőszakot elkövető szexőrült és pszichopata. A Fuller család – Jacob, az apa, egy hitehagyott lelkipásztor; fia, Scott és lánya, Kate – vakáción van. Fullerék megérkeznek a motelbe, ahol Geckóék arra kényszerítik őket, hogy vigyék át őket a mexikói határon. Megállapodást kötnek, miszerint ha Jacob átviszi őket a határon egy bizonyos Titty Twister nevű sztriptízbárba, utána szabadon távozhatnak. Sikeresen átjutnak a határon, és megérkeznek a Titty Twisterbe, egy elhagyatott, terméketlen terület közepén, ahol a Geckóék egy Carlos nevű ismerősükkel találkoznak hajnalban. Miután belépett a bárba, a káosz elszabadul, az alkalmazottak és a sztriptíztáncosnők vámpírrá változnak. A vendégek többségét gyorsan megölik, Richie-t pedig megharapja a sztársztriptíztáncosnő, Santanico Pandemonium, és elvérzik. Csak Seth, Jacob, Kate, és Scott, egy Sex Machine nevű motoros és Frost, a vietnami veterán menekül meg. Sikerül megölniük a vámpírokat a bárban, de a problémáik megsokszorozódnak, amikor az elpusztított vendégek, köztük Richie, vámpírokként támadnak fel. Sethnek nincs más választása, mint hogy egy karót döfjön a testvére a szívébe. A küzdelem alatt a vámpírok egyike megharapja Sex Machine-t a karján. Azután Sex Machine megharapja Frostot és Jacobot, és ezzel vámpírrá változtatja őket. Seth, Kate, Scott és Jacob elszöknek egy hátsó szobába, és fegyvereket gyártanak az ott felhalmozott zsákmányból: egy légkalapácsot, íjpuskát, vadászpuskát és szenteltvizet. A végső küzdelmet az élőhalott ellen csak Kate és Seth éli túl. Őket gyorsan körülveszik a vámpírok, de amikor a hajnali napfény beáramlik a falakon lévő réseken keresztül, megérkezik Carlos, és rájuk töri az ajtót, ezáltal az összes vámpír elpusztul egy hatalmas robbanásban. Seth megkapja a pénzét Carlostól, majd Kate-tel elválnak útjaik, de előtte még ad valamennyi pénzt Kate-nek.
Ahogy távoznak, a kamera felfedi, hogy a Titty Twister egy eltemetett ősi azték templom teteje, ami évszázadokon keresztül a vámpírok otthona volt. A szirt oldalán több száz teherautó és motor hever elhagyatva.
|  | Itt a vége a cselekmény részletezésének! |

## Szereplők
| Szerep                       | Színész           | Magyar hang          |
| ---------------------------- | ----------------- | -------------------- |
| Seth Gecko                   | George Clooney    | Szabó Sipos Barnabás |
| Richard Gecko                | Quentin Tarantino | Lux Ádám             |
| Jacob Fuller                 | Harvey Keitel     | Tolnai Miklós        |
| Kate Fuller                  | Juliette Lewis    | Kisfalvi Krisztina   |
| Scott Fuller                 | Ernest Liu        | Simonyi Balázs       |
| Santanico Pandemonium        | Salma Hayek       | Ősi Ildikó           |
| Határőr                      | Cheech Marin      | Csuha Lajos          |
| Szivornya/Carlos             | Cheech Marin      | Csuja Imre           |
| Razor Charlie                | Danny Trejo       | Lázár Sándor         |
| Sex Machine                  | Tom Savini        | Kárpáti Tibor        |
| Frost                        | Fred Williamson   | Papp János           |
| Earl McGraw, Texas Ranger    | Michael Parks     | ifj. Jászai László   |
| Gloria, túsz                 | Brenda Hillhouse  | Vennes Emmy          |
| Stanley Chase, FBI-ügynök    | John Saxon        | Csuha Lajos          |
| Öreg moteltulajdonos         | Marc Lawrence     | Komlós András        |
| Kelly Houge, tv-riporter     | Kelly Preston     | Mics Ildikó          |
| Pete Bottoms                 | John Hawkes       | Halmágyi Sándor      |
| Titty Twister gitáros-énekes | Tito Larriva      |                      |
| Szőke túsz                   | Aimee Graham      |                      |
| Vörös hajú túsz              | Heidi McNeal      |                      |
| Big Emilio                   | Ernest M. Garcia  | Szalai Imre          |
| Sex Machine haverja          | Gregory Nicotero  |                      |
| Danny                        | Cristos           |                      |
| Manny                        | Mike Moroff       |                      |
| Bártáncos                    | Tia Texada        |                      |

### Alkonyattól pirkadatig múzsái
- A fő hatások közt Romero 1968-as klasszikus horrorja, az Élőholtak éjszakája
- Az 1981-es Gonosz halott (a már vámpírrá változott Richard Gecko régi külsejével akarja elcsábítani fivérét, Seth-et).[forrás?]
- A 13. rendőrőrs ostroma (1976) említhető.
- Rajongóknak kiábrándító lehet, hogy a „Van hat kis barátom” szöveg is színtiszta nyúlás (That Darn Cat!, 1965)
- Van utalás például Peckinpah Vad banda (1969) című klasszikusára („Mi van Mexikóban? Mexikóiak”).

## Díjak, jelölések
| Év   | Díj                 | Kategória                        | Jelölt            | Eredmény |
| ---- | ------------------- | -------------------------------- | ----------------- | -------- |
| 1996 | Szaturnusz-díj      | Legjobb férfi főszereplő         | George Clooney    | Elnyerte |
| 1996 | Szaturnusz-díj      | Legjobb horrorfilm               |                   | Elnyerte |
| 1996 | Szaturnusz-díj      | Legjobb rendező                  | Robert Rodríguez  | Jelölve  |
| 1996 | Szaturnusz-díj      | Legjobb smink                    |                   | Jelölve  |
| 1996 | Szaturnusz-díj      | Legjobb férfi mellékszereplő     | Harvey Keitel     | Jelölve  |
| 1996 | Szaturnusz-díj      | Legjobb férfi mellékszereplő     | Quentin Tarantino | Jelölve  |
| 1996 | Szaturnusz-díj      | Legjobb női mellékszereplő       | Juliette Lewis    | Jelölve  |
| 1996 | Szaturnusz-díj      | Legjobb forgatókönyv             | Quentin Tarantino | Jelölve  |
| 1996 | Silver Scream Award |                                  | Robert Rodríguez  | Elnyerte |
| 1996 | MTV Movie Award     | Legjobb áttörő alakítás          | George Clooney    | Elnyerte |
| 1997 | IHG Award           | Legjobb film                     |                   | Jelölve  |
| 1997 | Arany Málna díj     | Legrosszabb férfi mellékszereplő | Quentin Tarantino | Jelölve  |

## Filmzene
- The Blasters – Dark Night
- Tito & Tarantula – After Dark
- Tito & Tarantula – Angry Cockroaches
- Jon Wayne – Texas Funeral
- Stevie Ray Vaughn & Double Trouble – Mary Had A Little Lamb
- Stevie Ray Vaughn & Double Trouble – Willie The Pimp (And His Cadillac Coffin)
- Jimmie Vaughn – Dengue Woman Blues
- Jimmie Vaughn – Jimmie's Jam
- ZZ Top – Mexican Blackbird
- The Leftovers – Torquay
- Tito & Tarantula – Opening Boxes
- ZZ Top – She's Just Killing Me
- The Mavericks – Foolish Heart